# Mstislav I de Kiev
Mstislav I Vladímirovich el Grande, llamado Harald (Túrov, Bielorrusia, 1 de junio de 1076-14 de abril de 1132) (en ruso, Мстислав Владимирович Великий), en memoria de su abuelo materno. Era hijo de Vladímir II Monómaco y de Gytha de Wessex, hija del rey sajón Haroldo II de Inglaterra, Godwison.
Fue Príncipe de Nóvgorod (1088-1094) y, al fallecer su padre Vladímir Monómaco en 1125, le sucedió como Gran Príncipe de Kiev hasta que murió el 14 de abril de 1132. El prestigio que su padre había conseguido dar a la Rus de Kiev, se prolongó durante el breve reinado de su hijo Mstislav, pero a su muerte, el Principado de Kiev se convirtió en manzana de la discordia entre los componentes de la dinastía Ruríkida.

## Matrimonios y descendencia
Mstislav II Harald se casó, en primeras nupcias, con la princesa Cristina Ingesdotter de Suecia, hija del rey de Suecia Inge I de Suecia. De esta unión nacieron:
- Ingeborg, casada hacia 1118 con Canuto Lavard de Dinamarca, asesinado el 7 de enero de 1131.
- Malmfrid, casada con el rey Sigurd I de Noruega del que se separó hacia 1128; se casó después con el rey Erico II de Dinamarca, asesinado el 18 de septiembre de 1137.
- Eupraxia (m. 1131)
- Vsévolod (1103-1138), príncipe de Nóvgorod.
- María Mstislavna (m. 1179)
- Iziaslav II (1100-1154), gran príncipe de Kiev en 1146, 1149 y 1150-1154
- Rostislav I (1115-1168), gran príncipe de Kiev 1154-1155 y 1157-1168
- Sviatopolk Mstislávich de Pskov.
- Rogneda (1106-1168), casada con el príncipe Yaroslav de Volhynia.
- Xenia (m. 1129), casada con Briachislav de Izyaslavl, príncipe de Polotsk.

Tras enviudar posteriormente, desposó a una noble de Nóvgorod llamada Liubava Dmítrievna Zavídich. De esta unión nacieron:
- Eufrosina de Kiev, casada con el rey Géza II de Hungría.
- Vladímir III Mstislavich (1132-1171).